# 勒吕塞
勒吕塞（法語：Le Russey，法語發音：[lə ʁysɛ]）是法国杜省的一个市镇，位于该省东部略偏北，属于蓬塔利耶区。

## 地理
勒吕塞（47°9'46"N, 6°43'48"E）面积24.17 平方千米，位于法国勃艮第-弗朗什-孔泰大區杜省，该省份为法国东部内陆省份，北起上索恩省，西接汝拉省，东部及东南部与瑞士接壤，东北部与贝尔福地区省接壤。
与勒吕塞接壤的市镇（或旧市镇、城区）包括：勒吕耶、勒巴尔布、勒比佐、博内塔日、格朗德孔布代布瓦、勒梅蒙、纳尔比耶。

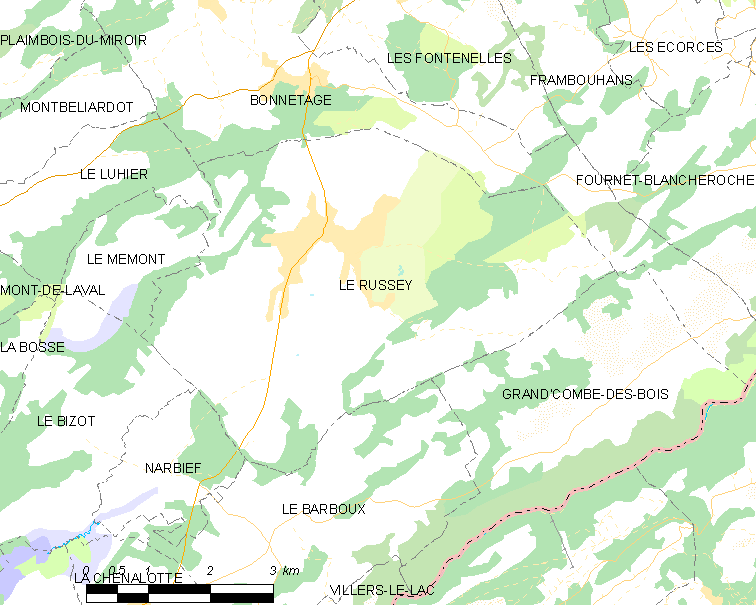
勒吕塞的OSM定位图

勒吕塞的时区为UTC+01:00、UTC+02:00（夏令时）。

## 行政
勒吕塞的邮政编码为25210，INSEE市镇编码为25512。

## 政治
勒吕塞所属的省级选区为莫尔托县。

## 人口

1962-2008年间勒吕塞人口变化图示

勒吕塞于2022年1月1日时的人口数量为2546人。